# Santiago Matatlán
Santiago Matatlán est une localité située dans les vallées centrales de l'état d'Oaxaca au Mexique. On y cultive le maïs ou l'agave qui plus tard est envoyé en distilleries à Santiago Matatlán pour devenir du mezcal.

## Toponymie
Santiago Matatlán est un nom dérivé du vocabulaire nahuatl; Matlatl, qui signifie réseau et Tlan qui veut dire lieu, et en entier signifie "lieux près des réseaux".

## Économie
Santiago Matatlán est connue comme la "Capitale mondiale du mezcal" et la population est dépendante économiquement de la production du mezcal  et du processus de culture de l'Agave potatorum. Les normes nationales qui certifient la production du mezcal déterminent le volume d'alcool pouvant être commercialisé avec 45 ou 48 degrés d'alcool, comme minimum. Cependant, du mezcal à 60 degrés d'alcool est produit pour la consommation locale.